# Slovenské elektrárne
Slovenské elektrárne a.s. – słowackie przedsiębiorstwo branży energetycznej, sukcesor dawnego monopolu państwowego.
Grupa posiada elektrownie o łącznej mocy 4 112 megawatów, w tym: 31 elektrowni wodnych, 2 elektrownie jądrowe, 2 elektrownie cieplne i 2 fotowoltaiczne.
W 2016 roku połowę udziałów objął czeski Energetický a průmyslový holding, a.s., poprzez spółkę-córkę Slovak Power Holding BV; druga połowa udziałów pozostawała pod kontrolą Enel Group. Cena wyjściowa za pakiet połowy udziałów wynosiła 375 mln EUR i mogła ulec zmianie, m.in. w zależności od ukończenia trzeciego i czwartego bloku elektrowni jądrowej Mochovce.